# Ходынинское сельское поселение
Ходынинское сельское поселение — муниципальное образование (сельское поселение) в составе Рыбновского района Рязанской области России.
Административный центр — село Ходынино.

## История
Ходынинское сельское поселение образовано в 2006 г.

## Население
| 2010  | 2012  | 2013  | 2014  | 2015  | 2016  | 2017  |
| ----- | ----- | ----- | ----- | ----- | ----- | ----- |
| 1800  | ↗1911 | ↗1965 | ↗1999 | ↘1983 | ↗2005 | ↗2008 |
| 2018  | 2019  | 2020  | 2021  |       |       |       |
| ↗2016 | ↗2046 | ↘2027 | ↘1999 |       |       |       |

## Состав сельского поселения
| № | Населённый пункт | Тип населённого пункта       | Население |
| - | ---------------- | ---------------------------- | --------- |
| 1 | Городище         | село                         | ↘466      |
| 2 | Перекаль         | деревня                      | ↘614      |
| 3 | Ходынино         | село, административный центр | ↘720      |

## Известные уроженцы
- Зенушкин, Степан Сергеевич (1901—1970) — советский военный журналист, редактор и руководитель ряда военных издательств, генерал-майор. Родился в  деревне Перекаль.